# Odette Keun
Odette Zoé Keun, née le 10 septembre 1888 à Pera (Empire ottoman) et morte en 1978 à Worthing (Royaume-Uni), est une journaliste et écrivaine et traductrice néerlandaise, de langue française et anglaise, ayant notamment voyagé dans le Caucase et l'Union soviétique.

## Biographie
Keun est la fille de Gustave Henri Keun, premier drogman et secrétaire du consulat des Pays-Bas auprès de l'Empire ottoman, et de sa seconde épouse, Hélène Lauro, d'origine grecque et italienne. Son père meurt en 1902. Keun est envoyée par sa mère dans un internat de l'Ordre des Ursulines aux Pays-Bas. Trois ans après, elle décide de devenir nonne et se retire dans un couvent dominicain à Tours. Elle démissionne deux ans plus tard et commence alors à voyager. En 1920, elle voyage à cheval, dans la nouvelle et brièvement indépendante république de Géorgie. Elle écrit sur ce voyage et sa liaison avec un prince géorgien dans son livre Au pays de la Toison d'Or (1924). À la fin du printemps 1921, lors de son séjour avec des amis à Istanbul et deux jours avant qu'elle ne parte pour Batum, elle est arrêtée par les Britanniques de la police militaire, probablement pour ses tendances socialistes, et est expulsée à Sébastopol en Russie. Pendant trois mois, elle endure les abus de la Tchéka, avant qu'on ne la libère à Tbilissi. Elle a écrit à propos de son arrestation et de son expérience en Russie en Sous Lénine. Notes d'une femme déportée en Russie par les Anglais (Paris, 1922).
Entre 1924 et 1933, Keun est la maîtresse de H. G. Wells, avec qui elle a vécu à Lou Pidou, une maison qu'ils ont construit ensemble à Grasse en France. Wells lui consacre son livre le plus long, The World of William Clissold. Elle travaille ensuite comme secrétaire chez le consul général des États-Unis. Dans son livre paru en 1937 A Foreigner Looks at the TVA, elle décrit l'entreprise américaine appartenant à George W. Norris, la Tennessee Valley Authority (TVA), comme « la manière dont une approche participative de la démocratie libérale peut embrasser la modernisation, pour contrer l'influence des modèles de développement fascistes et communistes, tout en évitant les dangers de l'étatisme. » À partir de 1939, Keun vit en Angleterre, d'abord à Londres, puis à partir de 1941 à Torquay, et, enfin à Worthing, West Sussex.

## Œuvres
Les principaux ouvrages d'Odette Keun sont les suivants :
- Les Maisons sur le Sable (Sansot) 1914
- Mesdemoiselles Daisne de Constantinople (Sansot) 1917
- Les Oasis dans la Montagne (Calmann-Lévy) 1920
- Une Femme Moderne (Flammarion)1921
- Sous Lénine ; notes d'une femme déportée en Russie par les Anglais (Flammarion)1922
  - My Adventures in Bolshevik Russia (Bodley Head) 1923 (traduction anglaise par Odette Keun)
- Au Pays de la Toison d’Or  (Flammarion)	
  - In the Land of the Golden Fleece, through independent menchevist Georgia (Bodley Head) 1924  (traduction anglaise par Jessiman)
- The Man Who Never Understood (Bodley Head)  (publié anonymement)
- Prince Tariel : a story of Georgia (Cape) 1925
  - Prins Tariel (traduction néerlandaise par V.d.Horst) (Arbeiderspers)	1926
  - Le Prince Tariel (traduction française par Fouret) (Malfère) 1927
- La Capitulation (Malfère) 1929
- Dans l'Aurès inconnu : soleil, pierres et guelâas (Malfère) 1930
- A Foreigner Looks at the British Sudan (Faber & Faber)
- I Discover the English (Bodley Head) 1934
- Darkness from the North (Brinton) 1935
- A Foreigner Looks at the TVA (Longmans & Co) 1937
- I Think Aloud in America (Longmans & Co) 1939
- And Hell Followed ... A European ally interprets the war for ordinary people like herself (Constable & Co) 1942
- Trumpets Bray (Constable & Co) 1943
- Continental Stakes; Marshes of Invasion, Valley of Conquest and Peninsula of Chaos (Br. Cont. Syndicate) 1944
- Soliloquy on some Matters of Interest to the Author (Keun) 1960

Une biographie complète de Odette Keun a été écrite par Monique Reintjes, et publiée en Géorgie en 2004.